# William Hewson (chirurg)
William Hewson (n. 14 noiembrie 1739, Hexham, Anglia, Regatul Marii Britanii – d. 1 mai 1774, Londra, Regatul Marii Britanii) a fost un chirurg, anatomist și fiziolog britanic, care uneori a fost denumit „părintele hematologiei”.